# Gepus variegatus
Gepus variegatus är en insektsart som beskrevs av Navás 1932. Gepus variegatus ingår i släktet Gepus och familjen myrlejonsländor. Inga underarter finns listade i Catalogue of Life.